# Cung điện của Giáo hoàng (Avignon)
43°57′3″B 4°48′27″Đ / 43,95083°B 4,8075°Đ
Cung điện của Giáo hoàng là một cung điện theo kiến trúc gothic nằm ở khu lịch sử của thành phố Avignon, Pháp. Avignon trở thành nơi ở của Giáo hoàng bắt đầu vào năm 1309. Sau khi được chọn làm Giáo hoàng năm 1305, Clement V đã dọn toàn thể bộ máy hành chính của Tòa Thánh về Avignon để tránh các bạo lực chống lại ông ở Roma. Lúc ban đầu Clement V sống tại tu viện của dòng Dominic, nhưng ngay sau đó ông và các Giáo hoàng nối tiếp đã cho lệnh xây một cung điện cho Giáo hoàng. Khi hoàn thành, cung điện này là một lâu đài khổng lồ (11.000 m²) được xây theo kiến trúc gothic, dùng một phần rất lớn tài sản của các Giáo hoàng và mất khoảng 30 năm (1334-1364). Đây là một trong những công trình kiến trúc Gothic thời trung cổ lớn nhất và quan trọng nhất ở châu Âu.
Thới kỳ Giáo hoàng Avignon là giai đoạn từ năm 1309 đến năm 1376, trong đó bảy vị giáo hoàng kế tiếp cư trú tại Avignon.
Ngày nay, cung điện này, cùng với cầu Avignon và Tòa nhà Hội đồng giám mục gần cạnh, trung tâm lịch sử của Avignon  đã được UNESCO công nhận là di sản thế giới 1995.